# Philip Watts
Philip Watts (Leicester, 25 de junho de 1945) é um físico inglês que ocupou vários cargos na Shell, tendo se aposentado em 2004 como CEO.

## Carreira
- 1969–1983; Sismologista
- 1983–1987; Diretor de Exploração
- 1987–1991; Vários cargos na área de planejamento
- 1991–1994; Diretor, Shell Nigeria
- 1994–1995; Coordenador Regional, Shell Europe
- 1995–1998; Diretor de "Strategic Planning, Sustainable Development, and External Affairs"
- 1998–2001; CEO E&P
- 2001–2004; CEO.